# ダンカン・ハミルトン
ダンカン・ハミルトン（Duncan Hamilton、1961年 - ）は、アイルランド出身の男性俳優、声優、ナレーター、DJ、司会者、MC、評論家、コメンテーター。身長185cm。
現在俳優、声優、一人芝居のパフォーマー、演劇ディレクター、DJ、脚本翻訳家などとして活躍。

## 出演作品

### ラジオ番組
- Voice of the Planet（OTTAVA）

過去の放送番組
- SUNDAY ZIP NIGHT（ZIP-FM）
- CRUISIN' KYOTO45 PART6（FM京都）

### ナレーション
テレビ番組
- 鉄筋base（2008年4月15日 - 2009年3月24日）

### CM
- パナソニック（声のみ）

### テレビドラマ
- キツイ奴ら　第5回（1989年3月8日、TBS）
- 時空警察捜査一課（2001年 - 2005年、日本テレビ）
- 連続テレビ小説　まんてん（2002年9月30日 - 2003年3月29日、NHK） -　チャーリー 役
- 日本史サスペンス劇場（2008年 - 2009年、日本テレビ）※再現ドラマ
- ナショナル劇場　水戸黄門　第35部　第9話（2005年12月5日、TBS） -　セーム･ジャンセン 役

### その他
- SNKファン・コレクション餓狼伝説（フランコ・バッシュ、ヴォルフガング・クラウザー）※「リアルバウト餓狼伝説スペシャル DOMINATED MIND」初回限定版ディスク